# Фантастична четвірка 2: Вторгнення Срібного серфера
«Фантастична четвірка 2: Вторгнення Срібного серфера»  — американський супергеройський бойовик режисера Тіма Сторі, що вийшов 2007 року. У головних ролях Йоан Гріффіт, Джессіка Альба, Кріс Еванс і Майкл Чикліс. Стрічка є продовженням фільму «Фантастична четвірка» (2005) і знято її на основі комісксу «Фантастична четвірка» та історії Джона Турмана і Марка Фроста.
Сценаристами були Дон Пейн і Марк Фрост, продюсерами — Аві Арад, Бернд Айгінгер і Ральф Вінтер. Вперше фільм продемонстрували 12 червня 2007 року в Лондоні, Велика Британія. В Україні прем'єра фільму відбулась 14 червня 2007 року.

## Сюжет
Коли Рід і С'ю готувалися до весілля, на Землю прилітає невідомий Срібний Серфер. Влада США звернулася по допомогу до команди супергероїв.

## У ролях
| Актор            | Світлина | Персонаж                                                                   | Роль                  |
| ---------------- | -------- | -------------------------------------------------------------------------- | --------------------- |
| Йоан Гріффіт     |          | Рід Річардс / Містер Фантастік англ. Dr. Reed Richards / Mister Fantastic  | доктор фізики         |
| Джессіка Альба   |          | С'ю Шторм / Жінка-невидимка англ. Sue Storm / Invisible Woman              | генетик               |
| Кріс Еванс       |          | Джонні Шторм / Людина-факел англ. Johnny Storm / Human Torch               | брат С'ю              |
| Майкл Чикліс     |          | Бен Грімм / Кам'яне створіння англ. Ben Grimm / Thing                      | друг Ріда             |
| Джуліан Макмехон |          | Доктор Віктор ван Дум / Доктор Дум англ. Dr. Victor von Doom / Doctor Doom | однокласник Ріда      |
| Даг Джонс        |          | Норрін Радд / Срібний Серфер англ. Norrin Radd / Silver Surfer             | прибулець             |
| Лоренс Фішберн   |          | озвучення Срібного Серфера                                                 |                       |
| Керрі Вашингтон  |          | Алісія Мастерс англ. Alicia Masters                                        | любовний інтерес Бена |
| Андре Брауер     |          | Хагер англ. Hager                                                          | генерал               |
| Ванесса Лаше     |          |                                                                            | подруга Джонні        |
| Стен Лі          |          |                                                                            | камео                 |

## Сприйняття

### Критика
Фільм отримав загалом змішано-негативні відгуки: Rotten Tomatoes дав оцінку 37 % на основі 166 відгуків від критиків (середня оцінка 4,8/10) і 51 % від глядачів із середньою оцінкою 3,1/5 (1,337,098 голосів). Загалом на сайті фільм має негативний рейтинг, фільму зарахований «гнилий помідор» від кінокритиків і «попкорн» від глядачів, Internet Movie Database — 5,6/10 (174 323 голоси), Metacritic — 45/100 (33 відгуки критиків) і 5,1/10 від глядачів (198 голосів). Загалом на цьому ресурсі від критиків і від глядачів фільм отримав змішані відгуки.

### Касові збори
Під час показу в Україні, що стартував 14 червня 2007 року, протягом першого тижня фільм зібрав 173,291 $, що на той час дозволило йому зайняти 2 місце серед усіх прем'єр. Показ стрічки протривав 7 тижнів і завершився 29 липня 2007 року. За цей час стрічка зібрала 372,344 $. Із цим показником стрічка зайняла 46 місце у кінопрокаті за касовими зборами в Україні 2007 року.
Під час показу у США, що розпочався 15 червня 2007 року, протягом першого тижня фільм був показаний у 3,959 кінотеатрах і зібрав 58,051,684 $, що на той час дозволило йому зайняти 1 місце серед усіх прем'єр. Показ фільму протривав 126 днів (18 тижнів) і завершився 18 жовтня 2007 року. За цей час фільм зібрав у прокаті у США 131,921,738  доларів США, а у решті світу 157,126,025 $ (за іншими даними 156,293,581$), тобто загалом 289,047,763 $ (за іншими даними 288,215,319 $) при бюджеті 130 млн $ (за іншими даними 120 млн $).

## Виноски
1. ↑  Також «Фантастична четвірка: Вторгнення Срібного серфера». Оригінальна назва — «Фантастична четвірка: Походження Срібного серфера» (англ. Fantastic Four: Rise of the Silver Surfer)

### Виноски
1. 1 2  4: Rise of the Silver Surfer: Release Info (англ.). Internet Movie Database. Архів оригіналу за 1 серпня 2013. Процитовано 18 вересня 2014.
2. 1 2  Фантастична четвірка : Вторгнення Срібного Серфера. Kino-teatr.ua. Архів оригіналу за 5 березня 2016. Процитовано 18 вересня 2014.
3. 1 2 3 4  Fantastic Four: Rise of the Silver Surfer (англ.). Box Office Mojo. Архів оригіналу за 11 травня 2015. Процитовано 18 вересня 2014.
4. 1 2 3 4  Fantastic Four: Rise of the Silver Surfer (англ.). The Numbers. Архів оригіналу за 3 вересня 2014. Процитовано 18 вересня 2014.
5. 1 2  4: Rise of the Silver Surfer (англ.). Internet Movie Database. Архів оригіналу за 8 липня 2013. Процитовано 18 вересня 2014.
6. ↑  Fantastic Four: Rise of the Silver Surfer (англ.). AllMovie. Архів оригіналу за 28 квітня 2014. Процитовано 18 вересня 2014.
7. 1 2 3  4: Rise of the Silver Surfer: Full Cast & Crew (англ.). Internet Movie Database. Архів оригіналу за 16 квітня 2016. Процитовано 18 вересня 2014.
8. ↑  Fantastic Four: Rise of the Silver Surfer (англ.). Rotten Tomatoes. Архів оригіналу за 22 серпня 2013. Процитовано 18 вересня 2014.
9. ↑  Fantastic Four: Rise of the Silver Surfer (англ.). Metacritic. Архів оригіналу за 14 грудня 2014. Процитовано 18 вересня 2014.
10. ↑  Fantastic Four: Rise of the Silver Surfer — Ukraine Weekend Box Office (англ.). Box Office Mojo. Архів оригіналу за 23 вересня 2015. Процитовано 18 вересня 2014.
11. ↑  Ukraine Yearly Box Office. 2007 (англ.). Box Office Mojo. Архів оригіналу за 23 листопада 2013. Процитовано 18 вересня 2014.